# Zaïre Krieger

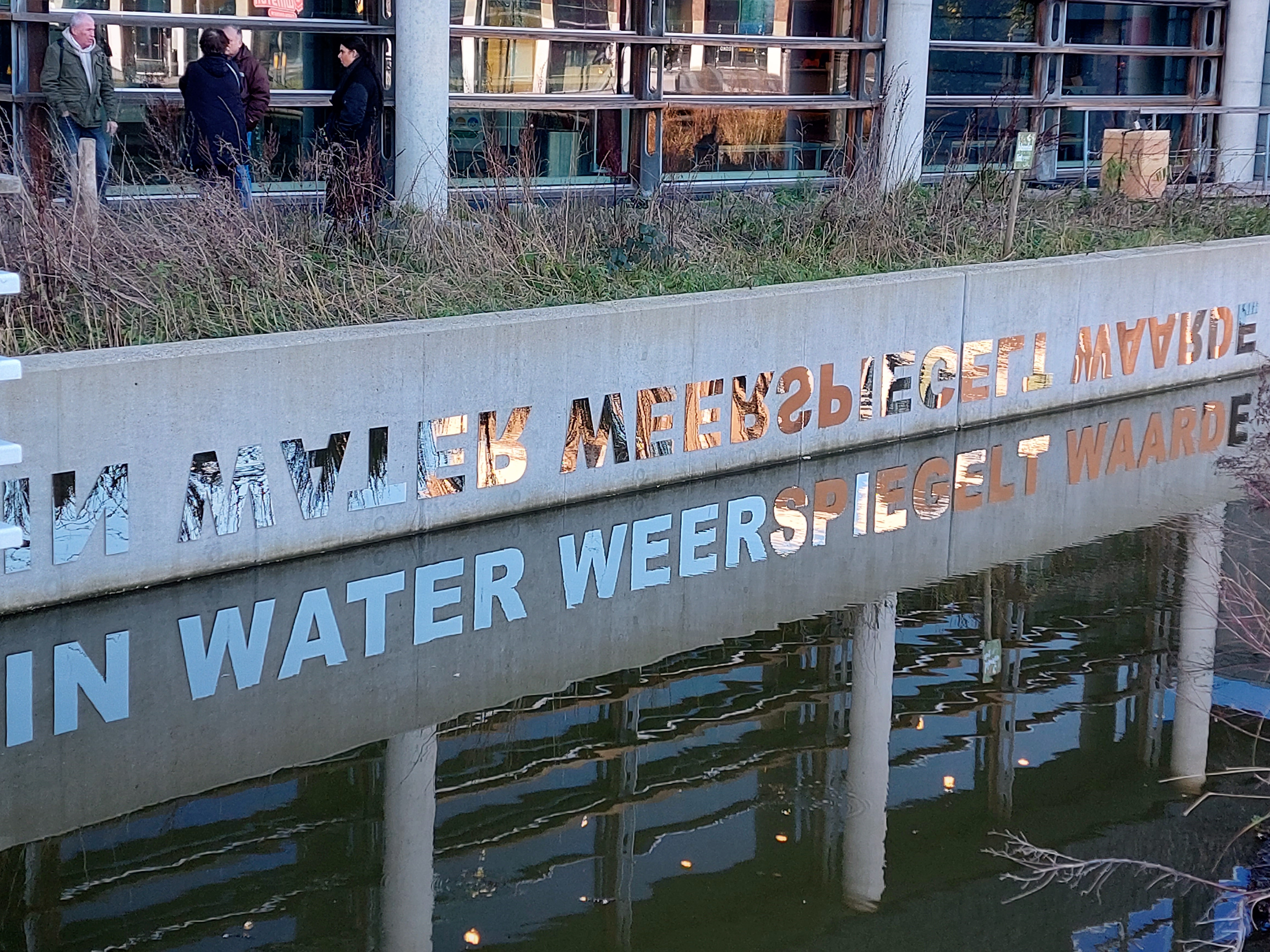
Spiegelgedicht van Krieger, Stadsdeelkantoor Amsterdam-Noord

Zaïre Krieger (1995) is een Nederlands journalist, dichter en spoken word-artiest. Als journalist heeft ze onder andere geschreven voor de VARAgids, OneWorld en Dipsaus. Als dichter en spoken word-artiest werd ze bekend met haar vertaling van The hill we climb van Amanda Gorman (2021).

## Biografie
Kriegers ouders zijn Surinaams en christelijk. Haar moeder is lerares Nederlands en haar vader is documentairemaker en maakt met name natuurfilms. Haar moeder gaf haar de voornaam Zaïre omdat ze het schokkend vond dat de Verenigde Naties in 1994 niet ingrepen bij de Rwandese genocide, die zich had uitgebreid tot in het toenmalige Zaïre (vanaf 1997 de Democratische Republiek Congo). Ze groeide op in Amsterdam-Noord, waar ze naar de basisschool ging en in Molenwijk woonde, en in Rotterdam. Na het gymnasium is ze afgestudeerd in rechtsgeleerdheid in de richting internationaal en Europees recht. Via hiphop en Amerikaanse spoken word-dichters kwam ze bij Nederlandse dichters en spoken word-dichters als Gershwin Bonevacia uit Amsterdam, en begon ze zelf te dichten.
Ze speelde in 2019 een rol in de korte film De kroon van Robin Ramos, waarin ze haar lange haar afschoor.
Samen met anderen organiseerde ze de Black Lives Matter-demonstratie in Rotterdam. In mei 2021 zond de VPRO het programma Black Lives Matter, een jaar later uit, met een spoken word-optreden van Krieger.
Bij TEDx sprak ze in december 2019 over codewisselen. In datzelfde jaar won ze de SPOKEN Award in de categorie 'Gospel'. De SPOKEN Awards zijn prijzen die tweejaarlijks door de stichting SPOKEN worden toegekend aan 'de meest inspirerende woordkunstenaars van het moment'.
Ter gelegenheid van 100 jaar Amsterdam-Noord schreef Krieger het Spiegelgedicht. Op initiatief van Floor van Dusseldorp en Steve Scheirsen (namens de Stichting Perdu) werd op vrijdag 2 september 2022 de eerste regel van dat gedicht als kunstwerk op het stadsdeelkantoor Amsterdam-Noord onthuld door Esther Lagendijk, lid van het stadsdeelbestuur. Ook bij de Tolhuistuin werd een dichtregel als kunstwerk getoond op een muur.
Door NRC werd in september 2022 een gedicht van Krieger afgedrukt met enkele foto's van haar, in bijzondere kleding naar eigen keuze.
Krieger werkte mee aan enkele televisieprogramma's van de NTR in 2023, zoals aflevering 2 van seizoen 5 van Eus' Boekenclub en drie afleveringen van seizoen 6 van Dream School. Ze trad in 2023 ook op bij de theatervoorstelling Keti Koti in Concert over Keti Koti (de jaarlijkse herdenking en viering van de afschaffing van de slavernij) in Koninklijk Theater Carré in Amsterdam, die op 29 juni werd uitgezonden door BNNVARA op NPO 1.

## Vertaling vanThe hill we climb
Amanda Gorman kreeg wereldwijd bekendheid door haar spoken word-voordracht van haar gedicht The hill we climb tijdens de inauguratie van Joe Biden als president van de Verenigde Staten op 20 januari 2021. Het gedicht werd als boek met dezelfde titel uitgebracht in maart 2021, met een voorwoord door Oprah Winfrey.
Uitgeverij Meulenhoff verkreeg de rechten om het gedicht in het Nederlands te laten vertalen, en gaf de opdracht aan Lucas Rijneveld. Er kwam op sociale media en andere media, zoals de Volkskrant, kritiek op de keuze voor een witte schrijver zonder ervaring met vertalen en met spoken word. Krieger reageerde op Twitter met de opmerking dat het beter zou zijn te kiezen voor "vrouwelijke spoken word-artiesten van kleur" en noemde als voorbeelden Lisette Ma Neza (dichter en spoken word-performer die later stadsdichter van Brussel werd) en Babs Gons (journalist, dichter en spoken word-performer die later dichter des vaderlands werd), en later ook Patrick Ribeiro (acteur, schrijver en spoken word-artiest) en Derek Otte (dichter en spoken word-artiest die van 2017 tot 2018 stadsdichter van Rotterdam was). Desgevraagd stelde Krieger dat werk van auteurs van kleur niet altijd hoeft te worden vertaald door vertalers van kleur. Volgens Krieger speelden in dit geval veel meer factoren een rol, zoals de bestorming van het Capitool, waarbij relschoppers op gewelddadige wijze probeerden de formalisering van de verkiezingsoverwinning van de verkozen president Joe Biden van de Democratische Partij te blokkeren. Meerdere bestormers droegen de Confederatievlag mee, die vooral voor Afro-Amerikanen symbool staat voor racisme, segregatie en het slavernijverleden. Volgens Krieger was de keuze van Biden voor Gorman politiek gemotiveerd en had die keuze onder andere te maken met het grote aantal zwarte vrouwen dat op hem gestemd had. Krieger zei hierover: "En dus was de vraag ook hier: hoe vertaal je die keuze, en niet alleen het gedicht? Toch eerder door de kans te geven aan een ondergeschoven kunstvorm – veel mensen kennen spoken word nog altijd niet – dan aan de nog altijd vrij witte literaire wereld?"
Rijneveld trok zich terug en Meulenhoff vroeg, in samenwerking met uitgeverij Wilde Haren, Krieger om het gedicht te vertalen. Tirsa With was meelezer.
Kriegers vertaling verscheen op 7 september 2021 in een tweetalige uitvoering. Krieger droeg haar vertaling diezelfde dag voor in een spoken word-optreden in het televisieprogramma Khalid & Sophie, waarbij ze een Ancestral Anarchy-jurk droeg uit de collectie van Daily Paper.
Anderhalf jaar later verscheen Kriegers vertaling van Gormans volgende dichtbundel Noem ons wat we dragen uit 2021.